# 7e arrondissement (Lyon)
Het 7e arrondissement is een van de negen arrondissementen die de Franse stad Lyon rijk is. Het arrondissement ligt tussen de rivier de Rhône in het westen en het 8e arrondissement in het oosten, ten zuiden van het 3e arrondissement. Het zevende arrondissement beslaat 975 hectare (het is het grootste arrondissement van de stad) en heeft 69.331 inwoners (2006). 

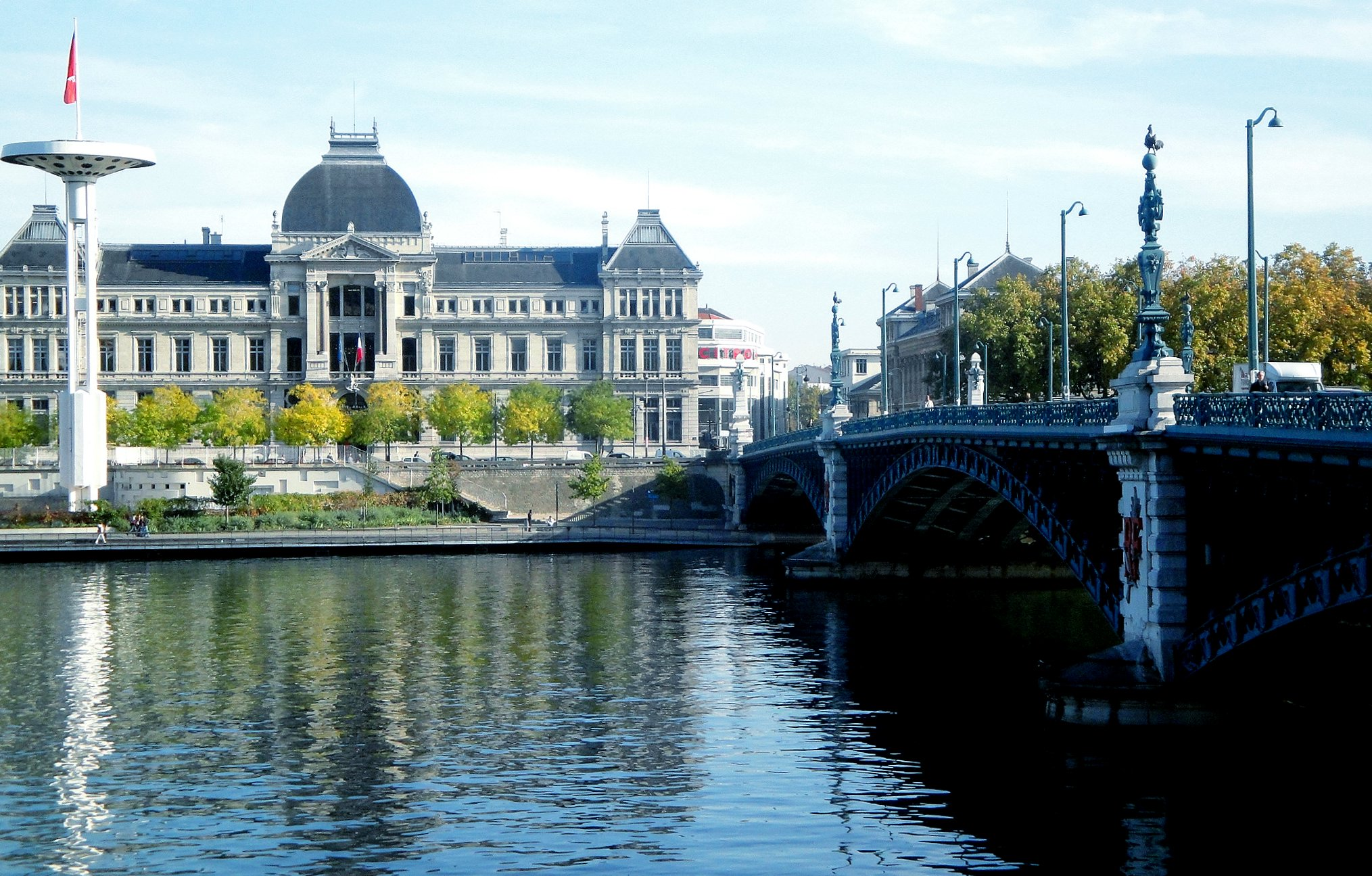
Universiteit Lyon III aan de oever van de Rhône

Tot de aanleg van dijken in 1852 overstroomt het gebied regelmatig. Het zevende arrondissement is op 8 maart 1912 van het derde arrondissement afgesplitst. Op 19 februari 1959 is het 8e arrondissement op zijn beurt weer van het zevende afgesplitst. 
In het arrondissement ligt het Stade de Gerland, het voetbalstadion van Olympique Lyonnais, en de Halle Tony-Garnier, de grootste evenementenzaal van de stad waar concerten en exposities worden georganiseerd. 